# تپه شهر سوخته ۱۵۴
تپه شهر سوخته ۱۵۴ مربوط به هزراه ۳ قبل از میلاد است و در شهرستان زابل، بخش شیب آب، دهستان لوتک، روستای حومه شهر سوخته، ۹/۵ کیلومتری جنوب شرقی پایگاه باستان‌شناسی شهر سوخته واقع شده و این اثر در تاریخ ۱۵ اسفند ۱۳۸۵ با شمارهٔ ثبت ۱۷۹۳۹ به‌عنوان یکی از آثار ملی ایران به ثبت رسیده‌است.